# Centralny Komitet Talerhofski
Centralny Komitet Talerhofski (ukr. Талергофськiй комітет) – ukraińska organizacja społeczna w II Rzeczypospolitej.
Komitet został utworzony we Lwowie w 1923 r. W jego skład wchodzili b. więźniowie obozu dla internowanych w Talerhof koło Grazu, w którym podczas I wojny światowej władze austro-węgierskie przetrzymywały Ukraińców i Rusinów z Galicji i Bukowiny, oskarżanych o sympatie prorosyjskie. Na czele Komitetu stał A. Gulla. W latach 1924–1932 pod jego egidą były wydawane cztery tomy "Talerhofskiego Almanachu", w którym zebrano dokumenty i relacje świadków dotyczące przestępstw popełnionych przez Austro-Węgry na ludności ukraińskiej i rusińskiej. Przechowywano je w Muzeum Talerhofskim. W "Almanachu" starano się też spisać nazwiska wszystkich osób podlegających internowaniu wojennemu przez władze austro-węgierskie. 10 listopada 1928 r. odbył się I Zjazd Talerhofski, na którym m.in. zmówiono specjalną modlitwę za zmarłych (panichida). Odtąd stało się to coroczną tradycją. W 1933 r. Komitet stał się Centralnym Komitetem Talerhofskim. W 1934 r. miał miejsce II Zjazd Talerhofski, w którym uczestniczyło już ok. 15 tys. osób. Na lwowskim Cmentarzu Łyczakowskim postawiono pomnik poświęcony ofiarom obozu w Talerhofie. Komitet zaprzestał swojej działalności we wrześniu 1939 r. w związku z atakiem na Polskę wojsk niemieckich i sowieckich.